# Fiesta s Lízou
Fiesta s Lízou (v anglickém originále The Daughter Also Rises) je 13. díl 23. řady (celkem 499.) amerického animovaného seriálu Simpsonovi. Scénář napsal Rob LaZebnik a díl režíroval Chuck Sheetz. V USA měl premiéru dne 12. února 2012 na stanici Fox Broadcasting Company a v Česku byl poprvé vysílán 5. července 2012 na stanici Prima Cool.

## Děj
Na Valentýna Marge překvapivě dovolí Homerovi, aby si s Bartem udělal pánskou jízdu, což je její valentýnský dárek, zatímco ona a Líza jdou na večeři do restaurace. Zatímco Homer a Bart se dobře baví a sbližují se jako otec a syn, Marge zjišťuje, že s Lízou nemá mnoho společného, a rozptyluje se u bufetového stolu. Během toho Líza zahlédne škvírou ve zdi mezi jejich stoly pohledného chlapce jménem Nick. Oba se začnou přitahovat a začnou spolu chodit. 
Nakonec Líza pozve Nicka, aby se seznámil se zbytkem její rodiny. Avšak přestože na ni Nick udělal dojem, Marge Lízu varuje, aby s ním netrávila příliš mnoho času, protože se obává, že se od ní Líza začíná příliš lišit. Líza je z toho zmatená a jde si pro radu k dědečkovi. 
Děda jí vypráví příběh o Pyramovi a Thisbě, dvou milencích, kteří spolu mluvili škvírou ve zdi mezi svými domy, protože se jejich rodiny nenáviděly. Políbili se pod morušovníkem, což znamenalo jejich věčnou lásku. Líza se tím inspiruje a požádá dědečka, aby ji a Nicka odvezl do západu slunce na Morušový ostrov, aby mohli sdílet okamžik věčné lásky, a on souhlasí a ukradne dodávku svého domova důchodců, aby je odvezl. Vysadí je však, aby stihli zbytek cesty, když ho policie zatkne za krádež dodávky a dálkového ovladače od televize z domova. 
Homer, Marge a Bart za něj zaplatí kauci a doženou Lízu a Nicka právě ve chvíli, kdy začnou veslovat na člunu přes řeku ke stromu. Marge použije boty do vody, aby přebruslila řeku, a dostane se až k morušovníku, kde si Líza a Nick rozmyslí, zda se mají zavázat ke vztahu, a rozhodnou se raději rozejít, protože pochybují, že by jeden druhému mohli věnovat zbytek života. Nick také odhalí, že není tak odvážný a vzrušující, jak si myslel, protože odvahu jen předstíral, aby ho Líza měla ráda. Marge Lízu utěšuje, když jí řekne okamžik, který chtěla, a pak ji políbí pod morušovníkem, aby jí připomněla jejich vlastní věčnou lásku matky a dcery. 
Mezitím se Bart a Milhouse inspirují pořadem Bořiči mýtů a vyvracejí některé městské legendy ze školního dvora. Studenti jsou zpočátku vyvracením mýtů fascinováni. Nakonec to však dopadne až příliš dobře a studenti zůstávají zklamaní z nedostatku zajímavých mýtů ve škole. Bart a Milhouse proto vymyslí, jak udělat školu opět zábavnou, a vytvoří mýtus, v němž je školník Willie vlkodlakem.

## Produkce
Epizodu napsal Rob LaZebnik a paroduje pořad Bořiči mýtů kanálu Discovery Channel, v němž moderátoři a odborníci na speciální efekty Adam Savage a Jamie Hyneman testují platnost různých mýtů. Savage i Hyneman v epizodě hostují jako oni sami, moderují pořad Bořiči mýtů, který sledují Bart a Milhouse. Jako hlas Nicka v epizodě hostuje kanadský herec Michael Cera.
V epizodě zazní předehra Franze von Suppé „Lehká kavalírská“ předehra, k čemuž hudební redaktor Simpsonových Chris Ledesma uvedl: „Musel jsem strávit odpoledne úpravou a výběrem těch správných taktů, které se použijí v montáži, aby v záběrech zazněly části, které chce Al Jean slyšet, a zároveň aby bylo zachováno správné tempo a 'trefily' se ty správné momenty.“.
Díl odhalil původ skotské postavy školníka Willieho, o kterém se dříve vedly debaty mezi Glasgowem a Aberdeenem, přičemž obyvatelé obou měst tvrdili, že žijí v rodném městě Willieho. Díl však odhalil, že postava ve skutečnosti pochází z Kirkwallu.

## Přijetí
Epizoda byla původně vysílána na stanici Fox ve Spojených státech 12. února 2012. Během tohoto vysílání ji sledovalo přibližně 4,26 milionu diváků a v demografické skupině dospělých ve věku 18–49 let získala rating Nielsenu 2,0 a 5% podíl. Tento rating byl o 17 % nižší než u předchozí epizody vysílané o dva týdny dříve, což z této epizody činí dosud nejhůře hodnocený díl řady. Epizoda však čelila silné konkurenci vysoce hodnoceného 54. ročníku udílení cen Grammy, jehož sledovanost se oproti předchozímu ročníku zvýšila o 41 % v důsledku úmrtí Whitney Houstonové 11. února. Epizoda se stala druhým nejsledovanějším pořadem v rámci bloku Animation Domination na stanici Fox pro daný večer, a to jak z hlediska celkové sledovanosti, tak z hlediska dospělých ve věku 18–49 let, a skončila výše než nové epizody seriálů Napoleon Dynamite, Americký táta a Cleveland show, ale níže než nová epizoda Griffinových.
Hayden Childs z The A.V. Clubu označil epizodu za „průměrnou“ a „nevýraznou“ a kritizoval nedostatek humoru. Napsal také, že „nejhorším zločinem dílu se zdá být případ, kdy hostující hvězda vrtí psem, přičemž seriál se tak usilovně snažil udělat z Lízina milostného zájmu typ Michaela Cery, že zapomněl dát Michaelu Cerovi mnoho hereckého nebo komediálního prostoru“.
Patrick D. Gaertner ze serveru Puzzled Pagan napsal: „Tato epizoda je fajn. Ale celkově mě to až tak neohromilo a mám pocit, že to bude jedna z těch epizod, na které za dva týdny zapomenu. A myslím, že s ní jsou dva velké problémy. Zaprvé, nápad, že se Líza poprvé zamiluje, jsme už viděli tolikrát, že celá premisa tohoto dílu působí unaveně. Všechno už tu bylo a tahle epizoda nám v podstatě nepřináší nic nového, kromě podivného rozhodnutí, že Lízu přitahuje namyšlený podivín. A za druhé je tu fakt, že Marge jako by neměla žádný důvod snažit se je udržet od sebe. Opravdu jediné zdůvodnění, které tam je, je to, že ji Líza neustále odpuzuje, aby mohla být s tím klukem, což je dost malicherné a divné. Mít skutečný konflikt, bylo by to mnohem zajímavější, místo toho, aby se děj jen tak nějak vyvíjel, aby epizoda mohla skončit. To boření mýtů bylo zábavné. Ale to bylo asi tak všechno.“.